# Leopold Damm
Leopold August Damm (19. august 1841 i Nørre Sandager – 13. november 1901 i Hellerup) var en dansk erhvervsmand.
Damm var søn af skovrider på Gyldensteen Leopold August Damm (1801-1845) og hustru Frederikke Hedvig Utke. Leopold Damm var grosserer og tæt knyttet til C.F. Tietgen. Da Tietgen sammen med en gruppe andre forretningsfolk stiftede Tuborgs Fabrikker, blev Damm adm. direktør. På dette tidspunkt var Tuborg ikke blot et bryggeri, men også et glasværk og en svovlsyre- og gødningsfabrik, idet fabrikken var rettet mod eksportmarkederne. Øl skulle eksporteres til Sydamerika og gødning til gengæld bringes hjem til Danmark. 
Forretningsmodellen holdt af forskellige grunde ikke, så Tuborg gik sløjt, og Damm havde for lidt fokus på bryggeridelen. I 1880 var aktionærerne med Philip W. Heyman i spidsen så utilfredse med Damms ledelse, at direktøren blev tvunget til at gå. I stedet tog Heyman selv over.
Men Damm skulle senere komme til at demonstrere sit talent. En dr. Güsselfeld henvendte sig til Damm med henblik på at oprette en gødningsfabrik, og med love af 5. november 1891 blev aktieselskabet Dansk Svovlsyre- og Superphosphat-Fabrik stiftet. Direktionen kom til at bestå af Dr. Güssefeld, grosserer Rudolph Wulff fra Århus og Leopold Damm, der blev administrerende direktør. Nu stod Leopold Damm på ny som leder af en indenlandsk gødningsfabrik, som han hurtigt forstod at arbejde stærkt op. Mens fabrikken i 1891 havde produceret 11.800.000 pund syre, hvoraf en del blev solgt, og kun 9.600.000 pund superfosfat, var produktionen i 1896 14.850.000 pund syre og 26.800.000 pund superfosfat. Men samtidig med at han således øgede fabrikkens produktion lod han selskabet kaste sig over handel med ikke blot alle slags gødninger men også en række råstoffer.
Han var gift med Lavinia Elisabeth, f. Macy (1843-1921)
Leopold Damms Allé i Hellerup er opkaldt efter ham.